# Dublin (Caroline du Nord)
Pour les articles homonymes, voir Dublin (homonymie).
Dublin est une ville américaine située dans le comté de Bladen dans l'État de Caroline du Nord. En 2010, sa population était de 338 habitants.

## Démographie
| 1920 | 1930 | 1940 | 1950 | 1960 | 1970 |
| ---- | ---- | ---- | ---- | ---- | ---- |
| 99   | 189  | 325  | 243  | 366  | 283  |

| 1980 | 1990 | 2000 | 2010 | - | - |
| ---- | ---- | ---- | ---- | - | - |
| 477  | 246  | 250  | 338  | - | - |

## Source de la traduction
- (en) Cet article est partiellement ou en totalité issu de l’article de Wikipédia en anglais intitulé « Dublin, North Carolina » (voir la liste des auteurs).